# Kids' Choice Awards 2017
La 29ª edizione dei Nickelodeon Kids' Choice Awards si è svolta al Galen Center di Los Angeles il 11 marzo 2017 e divenendo perciò l'edizione più prematura di sempre.
La conduzione della premiazione viene affidata a John Cena, quella del pre-show a Daniella Monet e Meg DeAngelis.
L'edizione vede le esibizioni dei cantanti e gruppi musicali Jacob Sartorius (nel pre-Show) con il brano "By Your Side", Machine Gun Kelly e Camila Cabello con il singolo "Bad Things" e delle Little Mix con i brani "Touch" e "Shout Out to My Ex".
Vengono presentati in anteprima i film "I Puffi - Viaggio nella foresta segreta", "Guardiani della Galassia Vol. 2", "Wonder Woman" e "Transformers - L'ultimo cavaliere" e un episodio della serie televisiva Henry Danger.

## Candidature USA
Le candidature sono state rese note il 2 febbraio 2017 distribuite su 28 categorie statunitensi e 40 categorie internazionali.
La celebrità più candidata è stata Justin Timberlake, presente in 7 categorie. I candidati più vincenti sono stati, a pari merito con tre premi ciascuno, i film Alla ricerca di Dory e Ghostbusters e l'attore Kevin Hart.
I vincitori delle categorie statunitensi sono indicati in grassetto.

### Televisione

#### Serie televisiva per ragazzi preferita
- Henry Danger
- Game Shakers
- Girl Meets World
- Nicky, Ricky, Dicky & Dawn
- I Thunderman

#### Serie televisiva per famiglie preferita
- Le amiche di mamma
- Agents of S.H.I.E.L.D.
- The Big Bang Theory
- Black-ish
- The Flash
- Supergirl

#### Attore televisivo preferito
- Jace Norman – Henry Danger
- Benjamin Flores Jr. – Game Shakers
- Aidan Gallagher – Nicky, Ricky, Dicky & Dawn
- Casey Simpson – Nicky, Ricky, Dicky & Dawn
- Jack Griffo – I Thunderman
- Tyrel Jackson Williams – Lab Rats

#### Attrice televisiva preferita
- Zendaya – K.C. Agente Segreto
- Rowan Blanchard – Girl Meets World
- Dove Cameron – Liv e Maddie
- Lizzy Greene – Nicky, Ricky, Dicky & Dawn
- Kira Kosarin – I Thunderman
- Breanna Yde – School of Rock

#### Reality show preferito
- America's Got Talent
- America's Funniest Home Videos
- American Ninja Warrior
- Paradise Run
- Shark Tank
- The Voice of USA

#### Serie animata preferita
- SpongeBob
- ALVINNN!!! e i Chipmunks
- Lo straordinario mondo di Gumball
- A casa dei Loud
- Teen Titans Go!
- Teenage Mutant Ninja Turtles

### Cinema

#### Film preferito
- Ghostbusters, regia di Paul Feig
- Batman v Superman: Dawn of Justice, regia di Zack Snyder
- Captain America: Civil War, regia di Anthony e Joe Russo
- Il drago invisibile (Pete's Dragon), regia di David Lowery
- Rogue One: A Star Wars Story, regia di Gareth Edwards
- Tartarughe Ninja - Fuori dall'ombra (Teenage Mutant Ninja Turtles: Out of the Shadows), regia di Dave Green

#### Attore cinematografico preferito
- Chris Hemsworth – Ghostbusters
- Ben Affleck – Batman v Superman: Dawn of Justice
- Henry Cavill – Batman v Superman: Dawn of Justice
- Will Arnett – Tartarughe Ninja - Fuori dall'ombra
- Robert Downey Jr. – Captain America: Civil War
- Chris Evans – Captain America: Civil War

#### Attrice cinematografica preferita
- Melissa McCarthy – Ghostbusters
- Kristen Wiig – Ghostbusters
- Amy Adams – Batman v Superman: Dawn of Justice
- Megan Fox – Tartarughe Ninja - Fuori dall'ombra
- Scarlett Johansson – Captain America: Civil War
- Felicity Jones – Rogue One: A Star Wars Story

#### Film d'animazione preferito
- Alla ricerca di Dory (Finding Dory), regia di Andrew Stanton e Angus MacLane
- Oceania (Moana), regia di Ron Clements e John Musker
- Pets - Vita da animali (The Secret Life of Pets), regia di Chris Renaud e Yarrow Cheney
- Sing, regia di Garth Jennings
- Zootropolis (Zootopia), regia di Byron Howard e Rich Moore
- Trolls, regia di Mike Mitchell e Walt Dohrn

#### Voce in un film d'animazione preferita
- Ellen DeGeneres – Alla ricerca di Dory
- Kevin Hart – Pets - Vita da animali
- Dwayne Johnson – Oceania
- Anna Kendrick – TrollsTrolls
- Justin Timberlake – TrollsTrolls
- Reese Witherspoon – Sing

#### Cattivo preferito
- Kevin Hart – Pets - Vita da animali
- Helena Bonham Carter – Alice attraverso lo specchio
- Idris Elba – Star Trek Beyond
- Will Ferrell – Zoolander 2
- Charlize Theron – Il cacciatore e la regina di ghiaccio
- Spencer Wilding – Rogue One: A Star Wars Story

#### Attore "spaccaculi" preferito (Favorite Butt-Kicker)
- Chris Evans – Captain America: Civil War
- Ben Affleck – Batman v Superman: Dawn of Justice
- Henry Cavill – Batman v Superman: Dawn of Justice
- Chris Hemsworth – Il cacciatore e la regina di ghiaccio
- Scarlett Johansson – Captain America: Civil War
- Felicity Jones – Rogue One: A Star Wars Story
- Jennifer Lawrence – X-Men: Apocalisse
- Zoe Saldana – Star Trek Beyond

#### BFFs (Best Friends Forever - Migliori amici per sempre)
- Kevin Hart e Dwayne Johnson – Una spia e mezzo
- Kevin Hart e Ice Cube – Un poliziotto ancora in prova
- Ruby Barnhill e Mark Rylance – Il GGG - Il grande gigante gentile
- Chris Pine e Zachary Quinto – Star Trek Beyond
- Neel Sethi e Bill Murray – Il libro della giungla
- Ben Stiller e Owen Wilson – Zoolander 2

#### Amici-nemici preferiti (Favorite Frenemies)
- Ginnifer Goodwin e Jason Bateman – Zootropolis
- Ben Affleck e Henry Cavill – Batman v Superman: Dawn of Justice
- Chris Evans e Robert Downey Jr. – Captain America: Civil War
- Dwayne Johnson e Auliʻi Cravalho – Oceania
- Anna Kendrick e Justin Timberlake – TrollsTrolls
- Charlize Theron e Emily Blunt – Il cacciatore e la regina di ghiaccio

#### Animale più ricercato
- Kevin Hart – Pets - Vita da animali
- Jack Black – Kung Fu Panda 3
- Ellen DeGeneres – Alla ricerca di Dory
- Bill Murray – Il libro della giungla
- Jason Sudeikis – Angry Birds - Il film
- Reese Witherspoon – Sing

#### #Squad
- Alla ricerca di Dory – Ellen DeGeneres, Albert Brooks, Hayden Rolence, Ed O'Neill, Kaitlin Olson, Ty Burrell, Diane Keaton ed Eugene Levy
- Captain America: Civil War – Chris Evans, Robert Downey Jr., Scarlett Johansson, Sebastian Stan, Anthony Mackie, Don Cheadle, Jeremy Renner, Chadwick Boseman, Paul Bettany ed Elizabeth Olsen
- Ghostbusters – Melissa McCarthy, Kristen Wiig, Kate McKinnon e Leslie Jones
- Rogue One: A Star Wars Story – Felicity Jones, Diego Luna, Riz Ahmed, Donnie Yen, Mads Mikkelsen, Alan Tudyk, Jiang Wen e Forest Whitaker
- Tartarughe Ninja - Fuori dall'ombra – Noel Fisher, Jeremy Howard, Pete Ploszek e Alan Ritchson
- X-Men: Apocalisse – James McAvoy, Michael Fassbender, Jennifer Lawrence, Nicholas Hoult, Evan Peters, Tye Sheridan, Ben Hardy, Kodi Smit-McPhee, Sophie Turner, Alexandra Shipp e Olivia Munn

### Musica

#### Gruppo musicale preferito
- Fifth Harmony
- The Chainsmokers
- Maroon 5
- OneRepublic
- Pentatonix
- Twenty One Pilots

#### Cantante maschile preferito
- Shawn Mendes
- Justin Bieber
- Drake
- Bruno Mars
- Justin Timberlake
- The Weeknd

#### Cantante femminile preferita
- Selena Gomez
- Nicki Minaj
- Beyoncé
- Ariana Grande
- Rihanna
- Meghan Trainor

#### Canzone preferita
- Work from Home – Fifth Harmony ft. Ty Dolla $ign
- 24K Magic – Bruno Mars
- Can't Stop the Feeling! – Justin Timberlake
- Heathens – Twenty One Pilots
- Send My Love (to Your New Lover) – Adele
- Side to Side – Ariana Grande ft. Nicki Minaj

#### Artista emergente preferito
- Twenty One Pilots
- Kelsea Ballerini
- The Chainsmokers
- Daya
- Lukas Graham
- Solange Knowles
- Rae Sremmurd
- Hailee Steinfeld

#### Video musicale preferito
- Juju on That Beat– Zay Hilfigerrr e Zayion McCall
- 24K Magic – Bruno Mars
- Can't Stop the Feeling! – Justin Timberlake
- Formation – Beyoncé
- Me Too – Meghan Trainor
- Stressed Out – Twenty One Pilots

#### Miglior DJ/artista EDM
- Calvin Harris
- Martin Garrix
- DJ Snake
- Major Lazer
- Skrillex
- Zedd

#### Colonna sonora preferita
- Suicide Squad
- Io prima di te
- Oceania
- Sing
- Trolls
- The Hamilton Mixtape

#### Artista musicale virale preferito
- JoJo Siwa
- Tiffany Alvord
- Matty B
- Carson Lueders
- Johnny Orlando
- Jacob Sartorius

#### Celebrità musicale internazionale preferita
- Little Mix
- 5 Seconds of Summer
- BIG BANG
- Zara Larsson
- Bruno Mars
- Shakira

### Miscellanea

#### Videogioco preferito
- Just Dance 2017
- LEGO Marvel's Avengers
- LEGO Star Wars: Il risveglio della Forza
- Minecraft: Story Mode
- Paper Mario: Color Splash
- Pokémon Sole e Luna

## Candidature internazionali
A partire da questa edizione viene istituita la Social Squad, che sfila nell'orange carpet del pre-show e che viene composta da influencer scelti per rappreentare alcune nazioni. In tale edizione sono stati eletti per la Social Squad: Benjamin Lasnier (Danimarca), Saffron Barker (Regno Unito), Mario Bautista (Messico), Dagi Bee (Germania), Alex Mapeli (Brasile), Jess Conte (Australia), Gabriel Conte (Stati Uniti).
I vincitori delle 40 categorie internazionali sono indicati in grassetto.

### Italia

#### Cantante preferito
- Benji & Fede
- Alessio Bernabei
- Elodie
- Gemeliers
- Luca Chikovani

#### YouTuber preferito
- Mates
- Ehi Leus
- Favij
- iPantellas
- Matt & Bise
- Virginia De Giglio

### Africa

#### Celebrità preferita
- Trevor Noah
- Funke Akindele-Bello
- Lupita Nyong'o
- Pearl Thusi
- Wayde van Niekerk
- Yemi Alade

### Australia e Nuova Zelanda

#### #Famous preferito
- Ashleigh Ross
- Isaiah Firebrace
- Jai Waetford
- The Norris Nuts
- Troye Sivan

#### Burloni preferiti
- Rebel Wilson
- Andy Griffiths e Terry Denton
- Grant Denyer
- Guy Williams
- Hamish & Andy

#### Human Eva preferito
- Delta Goodrem
- Guy Sebastian
- Shaun Johnson
- Steve Smith
- Tim Cahill

#### Must-have preferito
- Nintendo 3DS
- Apple iPad
- FujiFilm Instax
- Nerf Blaster
- PlayStation 4

#### Tifoseria preferita
- 5 Seconds of Summer
- All Blacks
- In Stereo
- Socceroos
- Women's Rugby 7's

### Belgio e Paesi Bassi

#### Serie televisiva preferita
- Brugklas
- The Ludwigs
- D5R
- Ghost Rockers
- Nightwatch
- SpangaS

#### Vlogger preferito
- Onnedi
- Furtjuh
- Meisjedjamila
- Nora Gharib
- Quinsding
- UP2D8

### Belgio

#### Celebrità preferita
- K3
- Emma Bale
- Koen Wauters
- Laura Tesoro
- Marie Verhulst
- Olga Leyers

### Paesi Bassi

#### Celebrità preferita
- Vajen Van Den Bosch
- Ali B
- Britt Scholte
- Broederliefde
- Buddy Vedder
- Rein Van Duivenboden

### Brasile

#### Personalità preferita
- Luba TV
- Anitta
- Christian Figueiredo
- Kéfera Buchmann
- Larissa Manoela
- Rezendeevil
- Thaynara OG
- Zé Felipe

### Danimarca

#### Celebrità musicale preferita
- Benjamin Lasnier
- Christopher
- Cisilia
- Gulddreng

#### Vlogger preferito
- Julia Sofia
- Armin
- Eiqu Miller
- Rasmus Brohave

### Filippine

#### Celebrità preferita
- Nadine Lustre
- Janella Salvador
- Janine Gutierrez
- Liza Soberano

### Francia

#### Miglior rivelazione del web
- Mademoiselle Gloria
- Anthonin
- Sourbangirl
- Sulivan Gwed

### Germania, Austria e Svizzera

#### Celebrità preferita
- Lukas Rieger
- Wincent Weiss
- Lena Gercke
- Lina Larissa Ray e Lisa-Marie Koroll

#### Vlogger preferito
- The Lochis
- Dominokati
- Julien Bam
- Dagi Bee

### Medio Oriente e Nord Africa

#### Artista musicale preferito
- Aseel Omran
- Joseph Attieh
- Lara Scandar
- Rajaa & Omar Belmir

### Norvegia

#### Celebrità preferita
- Marcus & Martinus
- Julie Bergan
- Astrid S
- Katastrofe

### Polonia

#### Celebrità preferita
- Dawid Kwiatkowski
- Andrzej Wrona
- Margaret
- Angelika Mucha
- Julia Kuczyńska

### Portogallo

#### Youtuber preferito
- SofiaBBeauty
- Paulo Sousa
- SirKazzio
- Tubalatudo

### Russia

#### Artista musicale preferito
- Open Kids
- Elena Temnikova
- Monatyk
- L'One
- Mot
- ST

#### Applicazione mobile preferita
- Cut the Rope: Magic
- MSQRD
- Prisma
- Fighting Minds
- Teenage Mutant Ninja Turtles: Legend

#### Celebrità di Internet preferita
- Anny May
- Agata Muceniece
- Dima Ermuzevich
- Mary Senn

#### Programma televisivo preferito
- Oryol i Reshka
- Boom! Show
- Tantsy
- Masterchef Kids Russia
- Prank Wars
- The Voice Kids Russia

#### Serie animata preferita
- Masha e Orso
- A casa dei Loud
- Jingliks
- Pin Code
- The Fixies

### Spagna

#### Artista musicale preferito
- Abraham Mateo
- Sweet California
- Furious Monkey House
- María Parrado

#### Influencer preferito
- Luzu
- Laury What
- Maria Querol
- TrillizoS0201

### Sud America

#### Celebrità preferita
- CD9
- Lali Espósito
- Paty Cantú
- Juan Pablo Jaramillo
- Juanpa Zurita
- Sebastian Villalobos

### Svezia

#### Celebrità preferita
- Marcus & Martinus
- Dolly Style
- FO&O
- Zara Larsson

#### Vlogger preferito
- Vlad Reiser
- Manfred Erlandsson
- Misslisibel
- Therese Lindgren